# Hurricane (Utah)
Hurricane é uma cidade localizada no estado norte-americano de Utah, no Condado de Washington.

## Demografia
Segundo o censo norte-americano de 2000, a sua população era de 8250 habitantes.
Em 2006, foi estimada uma população de 12.084, um aumento de 3834 (46.5%).

## Geografia
De acordo com o United States Census Bureau tem uma área de
81,7 km², dos quais 80,6 km² cobertos por terra e 1,1 km² cobertos por água. Hurricane localiza-se a aproximadamente 1061 m acima do nível do mar.

## Localidades na vizinhança
O diagrama seguinte representa as localidades num raio de 20 km ao redor de Hurricane.